# OpenStat
OpenStat ist ein Computerprogramm für die statistische Datenanalyse (Statistik). Es ist durch den Autor, William G. ("Bill") Miller urheberrechtlich geschützt, aber kostenfrei verfügbar und liefert zahlreiche univariate und multivariate Analyseverfahren und Simulationen. Es verfügt über eine grafische Benutzeroberfläche, aber keine Skripsteuerung.

## Funktionen
Das Programm bietet zahlreiche Funktionen, die auch von kommerziellen Datenanalyseprogrammen bekannt sind (siehe auch die Liste von Statistik-Software). Dazu gehören:
1. Datenmanipulation, inklusive Rekodierungen, Transpositionen und Transformationen mehrerer Variablen gleichzeitig,
2. Uni- und bivariate Analysefunktionen und Tests,
3. Multivariate Analysefunktionen,
4. Simulationen, u. a. für Wahrscheinlichkeitsverteilungen.

Die Ausgabe erfolgt je nach gewähltem Verfahren in einem Textfenster oder als Grafik. Das Programm kann Datensätze in verschiedenen Formaten lesen und ausgeben, darunter reine Textdateien, Dateien aus TeX und in einem eigenen binären Format. OpenStat ist vollständig menügesteuert, eine eigene Skriptsprache (wie in R oder SPSS) gibt es hier nicht.

## Hintergrund
Der Entwickler, William Miller, war Professor of Agricultural and Biosystems Engineering an der Iowa State University. Nach seiner Emeritierung entwickelte er OpenStat als, wie er selbst schreibt, „Ergebnis eines überaktiven Hobbys eines Professors im Ruhestand“. OpenStat wurde für Nutzer mit sehr beschränkten finanziellen Möglichkeiten entwickelt, Miller nennt Studenten der Sozialwissenschaften, aber auch Nutzer in sich entwickelnden Ländern als Zielgruppen.

## Rezeption
Miller gibt zahlreiche Artikel an, für deren Erarbeitung OpenStat verwendet wurde. Auf John C. Pelluzzos populärer Webliste "Free Statistical Software" wird OpenStat in der Rubrik "General Packages - Completely Free" als erster Eintrag geführt.